# Real Life (Bon Jovi)
Real Life è una canzone dei Bon Jovi, scritta da Jon Bon Jovi e Desmond Child. È stata pubblicata come singolo nel marzo del 1999, in qualità di colonna sonora del film EdTV diretto da Ron Howard. Ha raggiunto la posizione numero 21 della Official Singles Chart nel Regno Unito, la numero 17 delle classifiche in Germania, la numero 52 di quelle in Australia e la numero 14 in Italia.
Un remix del brano è presente nel box set 100,000,000 Bon Jovi Fans Can't Be Wrong pubblicato nel 2004.

## Video musicale
Il video musicale della canzone inframezza scene del film EdTV con altre nelle quali vengono mostrati i Bon Jovi che suonano all'interno di vari schermi posizionati in ogni dove. In una scena del video, si vede passare il batterista Tico Torres con in mano una sagoma di cartone raffigurante il tastierista David Bryan, che non poté partecipare alle registrazioni in quanto si stava riabilitando da un brutto incidente in cui aveva rischiato di rompersi un dito. Un'altra curiosità sta nella breve comparsa di un manifesto pubblicitario di Sex Sells, il titolo originario che avrebbe dovuto prendere l'album Crush, la cui uscita è stata poi rimandata per gli inizi del 2000.

## Tracce
CD promozionale
1. Real Life (Radio Mix) – 3:48 (Jon Bon Jovi, Desmond Child)
2. Real Life (versione album) – 3:48 (Bon Jovi, Child)

Versione tedesca
1. Bon Jovi – Real Life (Radio Mix) – 3:48
2. Muzzle – Been Hurt – 3:01
3. Randy Edelman – Streetwalkin' Ed – 3:27

Versione britannica
1. Real Life (Radio Mix) – 3:48 (Bon Jovi, Child)
2. Keep the Faith (Live) – 6:39 (Bon Jovi, Richie Sambora, Child)
3. Real Life (strumentale) – 4:55 (Bon Jovi, Child)

La traccia dal vivo è stata registrata al Count Basy Theater di Red Bank, in New Jersey, nel dicembre del 1992.

## Classifiche
| Classifica (1999) | Posizione massima |
| ----------------- | ----------------- |
| Australia         | 52                |
| Austria           | 17                |
| Belgio (Fiandre)  | 54                |
| Canada            | 52                |
| Germania          | 17                |
| Italia            | 14                |
| Paesi Bassi       | 36                |
| Regno Unito       | 21                |
| Stati Uniti (pop) | 40                |
| Svizzera          | 22                |